# Осеева, Валентина Александровна
Валентина Александровна Осе́ева (Осеева-Хмелёва; 15 [28] апреля 1902, Киев, Российская империя — 5 июля 1969[…], Москва, РСФСР, СССР) — советская детская писательница. Лауреат Сталинской премии третьей степени (1952).

## Биография
Родилась 15 (28) апреля 1902 года в Киеве в семье инженера Александра Дмитриевича Осеева (1864—1943), мать — Ариадна Леонидовна Осеева (урожд.Венераки; 1868—1962) работала корректором в газете. У Валентины Осеевой было две сестры: Галина (1897—1983) и Ангелина (1897—1965). Родители участвовали в революционном движении и часто переезжали: «Отец был председателем стачечного комитета, мать работала в воскресных школах для рабочих. После крупной железнодорожной забастовки отец, преследуемый полицией, вынужден был бежать, а мать с тремя детьми (я и мои сёстры Галина и Анжелика) переехали в город Киев. С тех пор мы часто переезжали из города в город, так как постоянно подвергались различным преследованиям со стороны полиции. В 1909 году мой отец был арестован и посажен в крепость».
В 1916 году Александр Осеев оставил свою семью и женился на молдаванке, которую привёз с места службы. 
Отец Осеевой хорошо знал семью В.И.Ленина — его мать, брата Дмитрия, сестер Марию и Анну, а также ее мужа Марка Елизарова.
По окончании средней школы В. Осеева училась на актёрском факультете Киевского института им. Н. В. Лысенко, но не окончила учёбу. В 1923 году Ариадна Осеева с дочерьми Анжеликой и Валентиной перехала в Москву. Всех троих определили на службу в Трудкоммуну им. Клары Цеткин воспитывать беспризорниц (ныне г.Солнечногорск). 
В 1924—1940 годах работала педагогом и воспитателем в детских коммунах и приёмниках для беспризорных детей. 
В. А. Осеева работала воспитательницей в Даниловском детприёмнике для детей, чьи родители были репрессированы. Он находился на территории тогда закрытого Данилова монастыря. Во время подавления детского бунта Осеева и познакомилась со своим первым мужем Сергеем Васильевичем Хмелёвым. 
Во время эвакуации в годы Великой Отечественной войны работала воспитательницей в детском саду села Байки Караидельского района Башкирской АССР, занималась переводами с башкирского и татарского языков (произведения Мустая Карима и Хади Такташа).
Училась в Литературном институте (семинар С.Маршака).
С 1952 года вместе с вторым мужем, писателем-фантастом В. Д. Охотниковым, проживала в Крыму, в посёлке Изюмовка, недалеко от города Старый Крым. 
Наиболее крупными произведениями писательницы являются её трилогия «Васёк Трубачёв и его товарищи» и автобиографическая повесть «Динка», которую автор посвятила своей матери и сестре Ангелине (дома ее звали Анжела).
Сын — Леонид Хмелев (1926—1994).

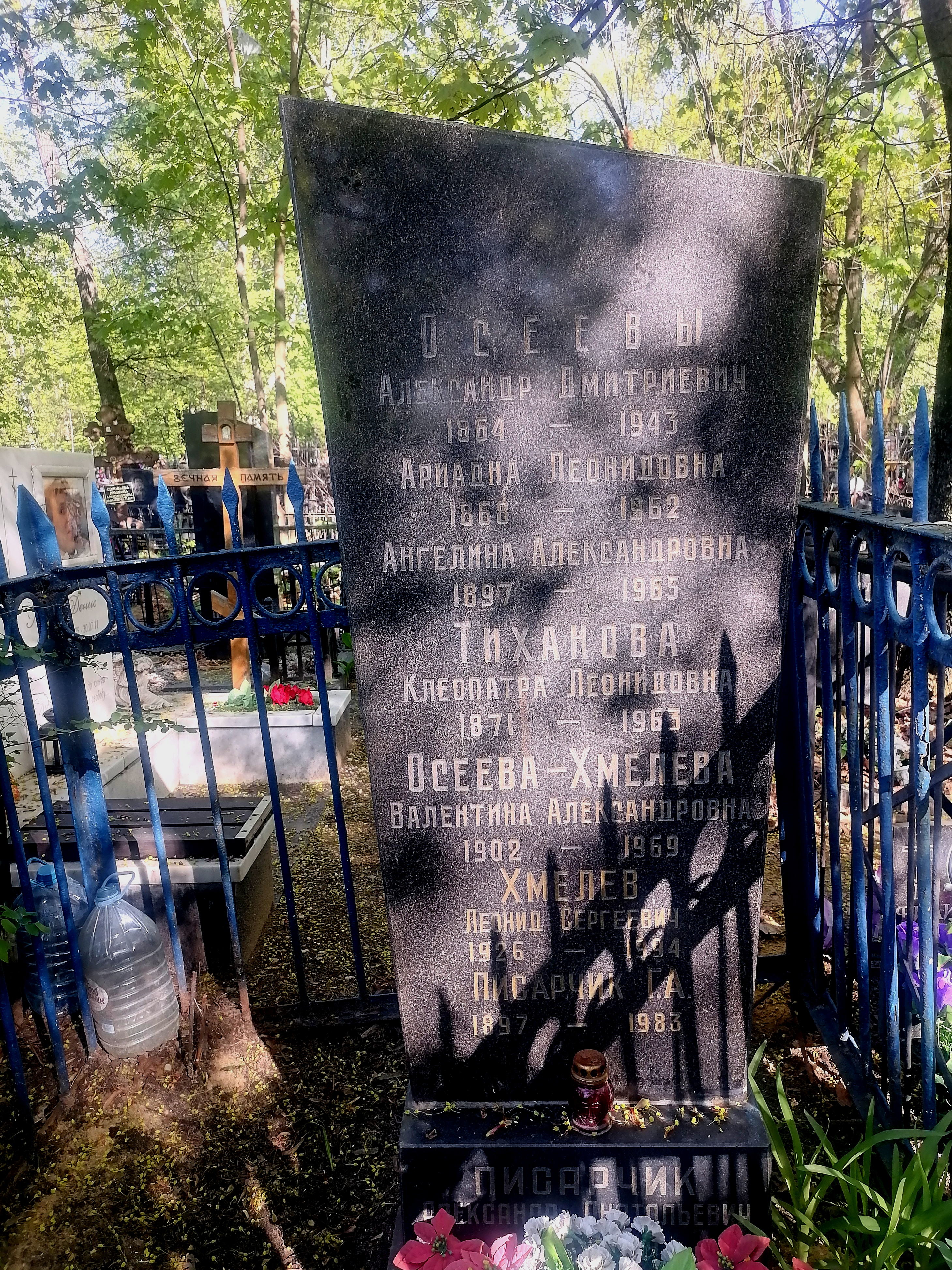
Могила на Ваганьковском кладбище

Умерла 5 июля 1969 года. Похоронена в Москве на Ваганьковском кладбище (42 уч.). 

## Творчество
- В 1937 году В. А. Осеева отнесла в редакцию свой первый рассказ «Гришка».
- В 1940 году вышла первая книга «Рыжий кот».
- Затем были написаны сборники рассказов для детей:

- «Бабка»,
- «Волшебное слово»,
- «Отцовская куртка»,
- «Мой товарищ»,

- книга стихов «Ежинка»,
- повесть «Васёк Трубачёв и его товарищи», 3 части (1947—1951).
- В 1959 году вышла повесть «Динка»,
  - а в 1969 году — «Динка прощается с детством», обе повести имеют автобиографические корни.

### Романы и повести
- Васёк Трубачёв и его товарищи (Кн. 1, 2, 3)
- Динка
- Динка прощается с детством

### Сборники рассказов
- Рыжий кот
- Отцовская куртка
- Мой товарищ
- Волшебное слово

### Рассказы, стихи, сказки
- Гришка
- Отомстила
- Что легче?
- Плохо
- В одном доме
- Кто хозяин?
- Хорошее
- На катке
- Три товарища
- Сыновья
- Синие листья
- Почему?

## Награды и премии
- Сталинская премия третьей степени (1952) — за 1 и 2 части повести «Васёк Трубачёв и его товарищи»
- Медаль «За доблестный труд в Великой Отечественной войне 1941-1945 гг.»

## Память
- В 2018 году в селе Байки Караидельского района Башкортостана установили мемориальную доску в память об Валентине Осеевой [10].

### Статьи
- В. Осеева. Волшебное слово // Таратута Е. А. Драгоценные автографы: сборник воспоминаний. — М.: Советский писатель, 1986. — С. 216–219.
- Валентина Александровна Осеева: "Писатель, артист и воспитатель беспризорниц" // ГАУК Сверловской Инновационный культурный центр

## Экранизации
- Васёк Трубачёв и его товарищи. Художественный фильм. Режиссер Илья Фрэз. — СССР, 1955.
- Отряд Трубачёва сражается. Художественный фильм. Режиссер Илья Фрэз. — СССР, 1957.
- Обида. Мультипликационный фильм (по мотивам сказки В. А. Осеевой «Добрая хозяюшка»). Режиссер Роман Качанов. — СССР, 1962.
- Найди меня, Лёня! Художественный фильм (по мотивам повести В. А. Осеевой «Динка»). Режиссер Николай Лебедев. — СССР, 1971.
- Раннее, раннее утро...: 3-х серийный фильм. — СССР, 1983. Режиссер Валерий Харченко (по мотивам повести Валентины Осеевой «Динка»).